# Орри (округ)
Орри (англ. Horry County) ― округ в штате Южная Каролина, США. Официально образован в 1801 году. По состоянию на 2020 год, численность населения составляла 351 029 человек. Административный центр ― город Конуэй.
Это самый восточный округ Южной Каролины и четвёртый по населению в штате.

## География
По данным Бюро переписи США, общая площадь округа равняется 3250 км2, из которых 2937 км2 ― суша и 313 км2 ― водоёмы.

### Населённые пункты
Города: Конуэй, Лорис, Мертл-Бич, Норт-Мертл-Бич, Айнор, Атлантик-Бич, Брайарклифф-Эйкрс, Серфсайд-Бич.
Статистически обособленные местности: Бакспорт, Гарден-Сити, Литл-Ривер, Ред-Хилл, Сокасти, Форестбрук.

### Соседние округа
- Колумбус (Северная Каролина) ― северо-восток
- Брансуик (Северная Каролина) ― восток
- Джорджтаун ― юго-запад
- Марион ― запад
- Диллон ― северо-запад